# Anopsicus quatoculus
Anopsicus quatoculus is een spinnensoort uit de familie trilspinnen (Pholcidae). De soort komt voor in Jamaica. 